# Laurence Cohen
Pour les articles homonymes, voir Cohen.
Laurence Cohen, née le 15 janvier 1953, est une femme politique française. Membre du Parti communiste français, elle est sénatrice du Val-de-Marne de 2011 à 2023.

## Biographie
Laurence Cohen est orthophoniste de profession,.
Au sein du Parti communiste français (PCF), elle est responsable nationale Droits des femmes/féminisme.
Pendant onze ans, de 2000 à 2011, elle est secrétaire de la fédération du Val-de-Marne du PCF, responsabilité qu'elle abandonne après son élection comme sénatrice. Du 28 mars 2004 au 13 décembre 2015, elle est conseillère régionale d'Île-de-France. 
En 2017, elle mène la liste d'union « Rassemblé-e-s pour porter l'espoir en Val-de-Marne » (PCF-PS-EÉLV), qui arrive en 1re position aux élections sénatoriales avec 38,58 % des suffrages exprimés dans le Val-de-Marne.
En mai 2018, elle lance un appel unitaire intitulé : « Lula : une situation alarmante au Brésil » dans lequel les signataires, tous parlementaires, tentent d'alerter sur la situation politique du Brésil.
Elle décide de ne pas se représenter au élections sénatoriales de 2023.

## Détail des fonctions et des mandats
Mandat local
- de 2004 à 2015 : conseillère régionale d'Île-de-France.

Mandat parlementaire
- depuis le 1er octobre 2011 : sénatrice du Val-de-Marne.
  - Vice-présidente de la commission des Affaires sociales.
  - Vice-présidente de la délégation Droits des femmes et à l’égalité des chances entre les hommes et les femmes.
  - Présidente du groupe d'amitié interparlementaire France-Brésil du Sénat.

## Mandat sénatorial

### Propositions de loi
Membre du groupe communiste du Sénat, Laurence Cohen a participé à l'élaboration de plusieurs propositions de loi :
- Proposition de loi tendant à supprimer le processus de convergence tarifaire imposé aux établissements publics de santé et médico-sociaux[10]
- Proposition de loi permettant l'instauration effective d'un pass navigo unique au tarif des zones 1-2[11]
- Proposition de loi relative à la lutte contre les violences à l'encontre des femmes[12]
- Proposition de loi tendant à instaurer un moratoire sur les fermetures de service et d'établissements de santé ou leur regroupement[13]
- Proposition de loi visant à supprimer les franchises médicales et participations forfaitaires[14]
- Proposition de loi visant à garantir le régime local d'assurance maladie d'Alsace-Moselle et son financement[15]
- Proposition de loi visant à abroger la loi n°2016-1088 du 8 août 2016 relative au travail, à la modernisation du dialogue social et à la sécurisation des parcours professionnels, dite "Loi Travail"[16]
- Proposition de loi relative au remboursement intégral des dépenses de santé par l’assurance-maladie[17]

### Rapports d'information
Laurence Cohen a participé à plusieurs rapports dans le cadre de missions d'information sénatoriales :
- Élections des sénatrices et des sénateurs: vers plus d'égalité ? (2012-2013)[18]
- Les conséquences de la crise sur le système de protection sociale espagnole (2013-2014)[19]
- Promouvoir l'excellence sanitaire française dans l'Océan Indien (2015-2016)[20]
- 2006-2016: un combat inachevé contre les violences conjugales (2015-2016)[21]
- Mission d'information sur la situation psychiatrique des mineurs (en cours)[22]
- Commission d'enquête sur la pénurie de médicaments et les choix de l'industrie pharmaceutique française[23]

## Décorations
- Chevalière de la Légion d'honneur le 11 juillet 2025[24].